# Condado de Winnebago (Illinois)
El condado de Winnebago es un condado estadounidense, situado en el estado de Illinois. Según el censo de los Estados Unidos del 2000, la población es de 278 418 habitantes. La cabecera del condado es Rockford.

## Geografía
Según la Oficina del Censo de los Estados Unidos, el condado tiene un área total de 1345 km² km² (519 millas²). De éstas 1331 km² (514 mi²) son de tierra y 14 km² (6 mi²) son de agua.

### Colindancias
- Condado de Rock (Wisconsin) - Norte
- Condado de Boone (Illinois) - Este
- Condado de DeKalb (Illinois) - Sureste
- Condado de Ogle (Illinois) - Sur
- Condado de Stephenson (Illinois) - Noroeste

## Historia
El condado de Winnebago se separó de los condados de LaSalle y Jo Daviess en 1836. Su nombre es en honor de la tribu de nativos americanos, winnebago.

## Demografía
Según el censo del año 2000, hay 278 418 personas, 107 980 cabezas de familia, y 73 642 familias que residen en el condado. La densidad de población es de 11 hab/km² (28 hab/mi²). La composición racial tiene:
- 75.76% Blancos (No hispanos)
- 6.90% Hispanos (Todos los tipos)
- 10.53% Negros o Negros Americanos (No hispanos)
- 3.11% Otras razas (No hispanos)
- 1.72% Asiáticos (No hispanos)
- 1.86% Mestizos (No hispanos)
- 0.29% Nativos Americanos (No hispanos)
- 0.04% Isleños (No hispanos)

Hay 107 980 cabezas de familia, de los cuales el 32.9% tienen menores de 18 años viviendo con ellos, el 52.30% son parejas casadas viviendo juntas, el 11.80% son mujeres que forman una familia monoparental (sin cónyuge), y 31.80% no son familias. El tamaño promedio de una familia es de 3.06 miembros.
En el condado el 26.40% de la población tiene menos de 18 años, el 8.40% tiene de 18 a 24 años, el 29.80% tiene de 25 a 44, el 22.70% de 45 a 64, y el 12.70% son mayores de 65 años. La edad media es de 36 años. Por cada 100 mujeres hay 95.80 hombres. Por cada 100 mujeres mayores de 18 años hay 92.6 hombres.
Tabla de la evolución demográfica:
|       | 1900  | 1910   | 1920   | 1930    | 1940    | 1950    | 1960    | 1970    | 1980    | 1990    | 2000    |
| ----- | ----- | ------ | ------ | ------- | ------- | ------- | ------- | ------- | ------- | ------- | ------- |
| TOTAL | 47845 | 63 153 | 90 929 | 117 373 | 121 178 | 152 385 | 209 765 | 246 623 | 250 884 | 252 913 | 278 418 |

## Economía
Los ingresos medios de un cabeza de familia el condado es de $43 886 y el ingreso medio familiar es $52 456. Los hombres tienen unos ingresos medios de $40 289 frente a $25 942 de las mujeres. El ingreso per cápita del condado es de $21 194. El 6.90% de la población y el 9.60% de las familias están debajo de la línea de pobreza. Del total de gente en esta situación, 12.90% tienen menos de 18 y el 6.80% tienen 65 años o más.

## Ciudades y pueblos
| - Alworth - Argyle - Cherry Valley - Durand - Harlem | - Harrison - Harrisville - Hutchins Park - Kishwaukee - Kishwaukee Glen | - Lake Summerset - Latham Park - Loves Park - Machesney Park - Morehaven | - New Milford - North Park - Owen Center - Pecatonica - Perryville | - Riverdale - Rockford - Rockton - Roscoe - Seward | - Shirland - South Beloit - Wempletown - Westfield Corners | - Westmoreland - Winnebago |